# Magelona conversa
Magelona conversa är en ringmaskart som beskrevs av Mortimer och Mackie 2003. Magelona conversa ingår i släktet Magelona och familjen Magelonidae. Inga underarter finns listade i Catalogue of Life.